# Чін Ток Сан
Чін Ток Сан (12 грудня 1972) — південнокорейська хокеїстка на траві.
Срібна призерка Олімпійських Ігор 1996 року, учасниця 1992 року.
Переможниця Азійських ігор 1994 року.